# Сбиться с пути
«Сбиться с пути» (англ. Wrong Turn at Tahoe, 2009; вариант названия: «Поворот с Тахо») — фильм режиссёра Франка Кальфуна. Американской ассоциацией кинокомпаний фильму присвоен рейтинг R — лицам до 17 лет требуется сопровождение родителя или взрослого опекуна (возраст может меняться в некоторых регионах).

## Сюжет
Мелкий криминальный босс убивает наркодилера без единой мысли о том, что наркодилер работает на крупного криминального босса в стране.

## В ролях
- Кьюба Гудинг мл. — Джошуа
- Мигель Феррер — Винсент
- Харви Кейтель — Нино
- Луис Мэндилор — Стивен

## Съёмочная группа
- Режиссёр: Фрэнк Халфоун (Franck Khalfoun)
- Сценарий: Эдди Никерсон (Eddie Nickerson)
- Продюсеры: Фредди Брейди (Freddy Braidy), Рич Кован (Rich Cowan), Роберт Л. Ливай (Robert L. Levy), Джонни Мартин (Johnny Martin), Ричард Салваторе (Richard Salvatore)
- Исполнительные продюсеры: Питер Абрамс (Peter Abrams), Сэм Бернард (Sam Bernard), Сэм Бернард (Sam Bernard), Роберт Л. Ливай (Robert L. Levy), Дарин Спиллман (Darin Spillman)
- Оператор: Кристофер ЛяВассёр (Christopher LaVasseur)
- Художник-постановщик: Дэн Бейер (Dan Beyer)
- Композитор: Николас Пайк (Nicholas Pike)
- Монтаж: Патрик МакМахон (Patrick McMahon)
- Подбор актёров: Дэнни Рот (Danny Roth)
- Художник по костюмам: Лекси Никитас (Lexi Nikitas)

Производство «Paramount Famous Productions », «Tapestry Films», «Pure Pictures», "North By Northwest Entertainment.
Прокат «Paramount Home Entertainment » (США, Австралия, Нидерланды), «Argentina Video Home» (Аргентина), «Film1» (Нидерланды).